# Campeonato Brasileiro de Futebol de 2014 - Série C
A Série C do Campeonato Brasileiro de Futebol de 2014 foi uma competição equivalente à terceira divisão do futebol do Brasil. Contando como a 24.ª edição da história, foi disputada por 20 clubes, onde os quatro mais bem colocados tiveram acesso à Série B de 2015 e os dois últimos colocados de cada grupo na primeira fase foram rebaixados à Série D de 2015.
Os jogos tiveram uma pausa durante a Copa do Mundo de 2014, que foi realizada entre junho e julho no Brasil. A competição teve seis rodadas disputadas antes da paralisação.
Na decisão entre Macaé e Paysandu, o campeonato ficou com a equipe do Rio de Janeiro após empatar no jogo de ida por 1–1, em Macaé, e novo empate em Belém por 3–3, garantindo o título inédito por ter marcado mais gols na casa do adversário. Os dois clubes, além dos semifinalistas CRB e Mogi Mirim garantiram o acesso à Série B de 2015.
Dentre as equipes rebaixadas à Série D de 2015, o Duque de Caxias foi o primeiro confirmado após perder em 13 de setembro para o Guarani (1–0), pela 15ª rodada. Duas rodadas depois, o CRAC foi o segundo rebaixado antes mesmo de entrar em campo, prejudicado pelo empate entre Cuiabá e Águia de Marabá (1–1) que impediu o clube goiano de atingir a pontuação suficiente para escapar da queda. Na mesma rodada, a vitória do Guarani diante o Caxias (1–0), no Rio Grande do Sul, decretou o rebaixamento do São Caetano. O último despromovido foi o Treze, que mesmo vencendo o Salgueiro em casa (3–0), foi prejudicado pela vitória do Águia de Marabá sobre o Botafogo-PB (2–1) na rodada final da fase de classificação.

## Formato e regulamento
A edição de 2014 manteve o formato em vigor desde 2012, onde os clubes participantes foram inicialmente divididos em dois grupos de 10 clubes, com os quatro melhores de cada grupo avançando para a fase eliminatória, começando a partir das quartas de final. Os quatro semifinalistas foram promovidos para a Série B de 2015.
Em janeiro, a diretoria do Fortaleza sugeriu um novo modelo para a Série C: disputa por pontos corridos, nos mesmos moldes das Séries A e B. A CBF mostrou-se reticente à mudança e, no dia 20 de fevereiro, divulgou uma tabela mantendo o formato da edição anterior.

### Critérios de desempate
Em caso de empate em pontos entre dois ou mais clubes, os critérios de desempate foram aplicados na seguinte ordem:
1. Número de vitórias
2. Saldo de gols
3. Gols marcados
4. Confronto direto
5. Número de cartões vermelhos
6. Número de cartões amarelos
7. Sorteio

## Transmissão
A TV Brasil (em conjunto e/ou coprodução com as emissoras da Rede Pública de Televisão) transmitiu o torneio pela segunda vez seguida com exclusividade dentre as emissoras generalistas. Foram no máximo, duas partidas por rodada. Além da TV Brasil, o SporTV (canal de esportes da Globosat) também transmitiu o torneio na TV por assinatura. A TV Ceará (emissora afiliada a TV Brasil no estado do Ceará) também transmitiu a competição, mas somente alguns jogos do Fortaleza.
Pelo primeiro ano, o Esporte Interativo também teve os direitos de transmissão da Série C, sendo que a emissora pode transmitir no máximo dois jogos por rodada.

## Participantes
| Equipe          | Cidade             | Estado | Em 2013       | Estádio              | Capacidade | Títulos        |
| --------------- | ------------------ | ------ | ------------- | -------------------- | ---------- | -------------- |
| Águia de Marabá | Marabá             | PA     | 11º           | Zinho de Oliveira    | 5 000      | 0 (não possui) |
| ASA             | Arapiraca          | AL     | 20º (Série B) | Fumeirão             | 12 000     | 0 (não possui) |
| Botafogo-PB     | João Pessoa        | PB     | 1º (Série D)  | Almeidão             | 19 000     | 0 (não possui) |
| Caxias          | Caxias do Sul      | RS     | 7º            | Centenário           | 30 822     | 0 (não possui) |
| CRAC[a]         | Catalão            | GO     | 17º           | Genervino da Fonseca | 8 487      | 0 (não possui) |
| CRB             | Maceió             | AL     | 10°           | Rei Pelé             | 17 126     | 0 (não possui) |
| Cuiabá          | Cuiabá             | MT     | 12º           | Arena Pantanal       | 42 968     | 0 (não possui) |
| Duque de Caxias | Duque de Caxias    | RJ     | 15º           | Marrentão            | 3 334      | 0 (não possui) |
| Fortaleza       | Fortaleza          | CE     | 9º            | Presidente Vargas    | 20 268     | 0 (não possui) |
| Guarani         | Campinas           | SP     | 14°           | Brinco de Ouro       | 29 130     | 0 (não possui) |
| Guaratinguetá   | Guaratinguetá      | SP     | 17º (Série B) | Ninho da Garça       | 16 095     | 0 (não possui) |
| Juventude       | Caxias do Sul      | RS     | 2º (Série D)  | Alfredo Jaconi       | 23 726     | 0 (não possui) |
| Macaé           | Macaé              | RJ     | 6º            | Moacyrzão            | 15 000     | 0 (não possui) |
| Madureira       | Rio de Janeiro     | RJ     | 16º           | Conselheiro Galvão   | 4 272      | 0 (não possui) |
| Mogi Mirim      | Mogi Mirim         | SP     | 13º           | Vail Chaves          | 19 900     | 0 (não possui) |
| Paysandu        | Belém              | PA     | 18º (Série B) | Curuzu               | 16 200     | 0 (não possui) |
| Salgueiro       | Salgueiro          | PE     | 4º (Série D)  | Salgueirão           | 11 000     | 0 (não possui) |
| São Caetano     | São Caetano do Sul | SP     | 19º (Série B) | Anacleto Campanella  | 16 744     | 0 (não possui) |
| Treze           | Campina Grande     | PB     | 5º            | Amigão               | 19 000     | 0 (não possui) |
| Tupi            | Juiz de Fora       | MG     | 3º (Série D)  | Mario Helênio        | 31 863     | 0 (não possui) |

- a. ^  O CRAC entrou na Série C de 2014 no lugar do Ipatinga, excluído da competição pelo Superior Tribunal de Justiça Desportiva.[15]

## Estádios

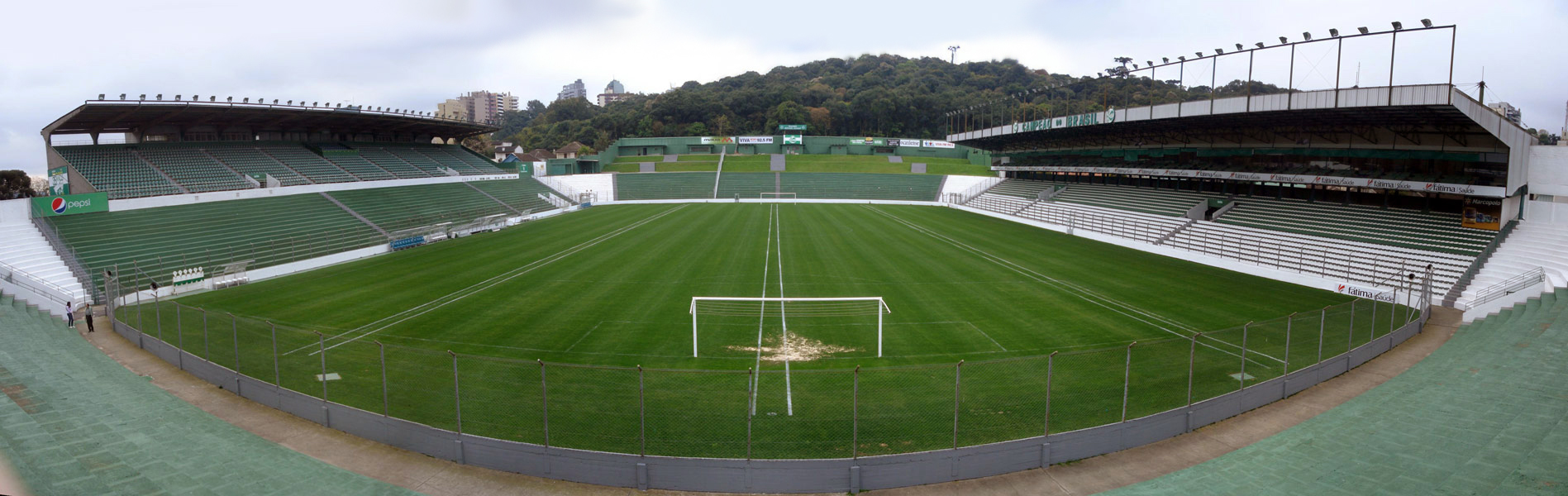
Alfredo Jaconi
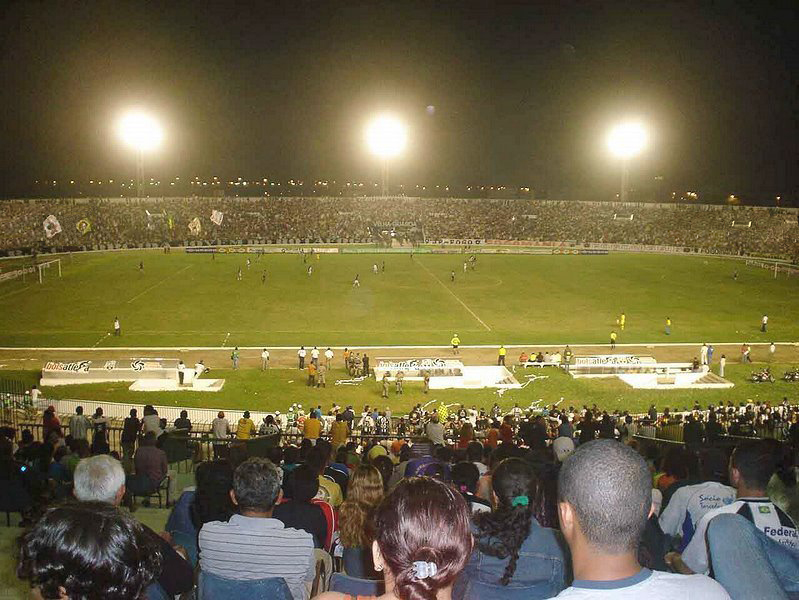
Almeidão
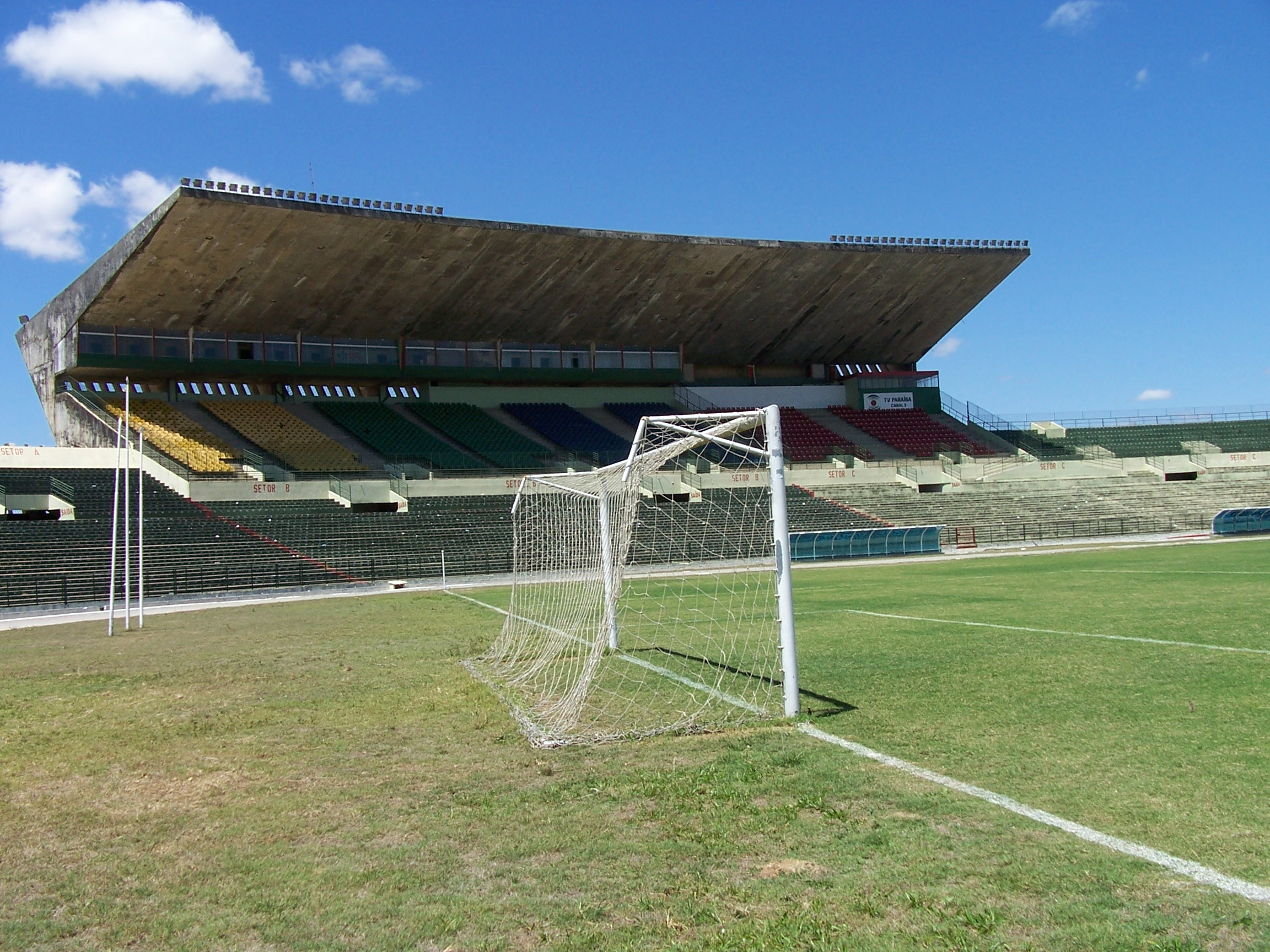
Amigão
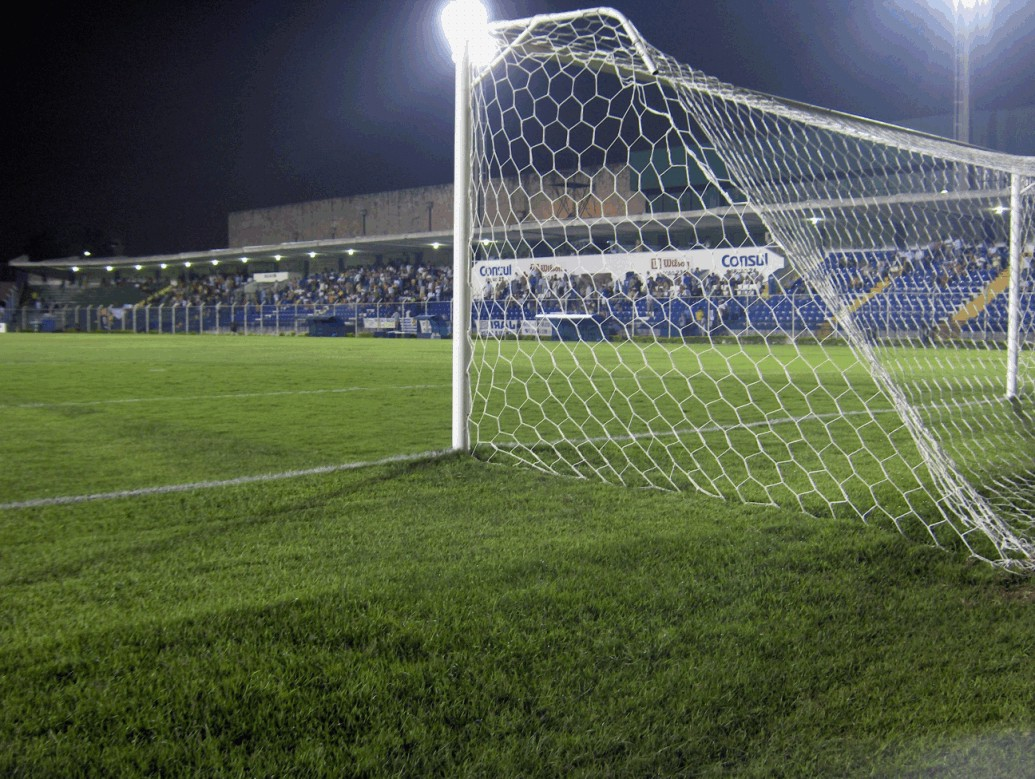
Anacleto Campanella
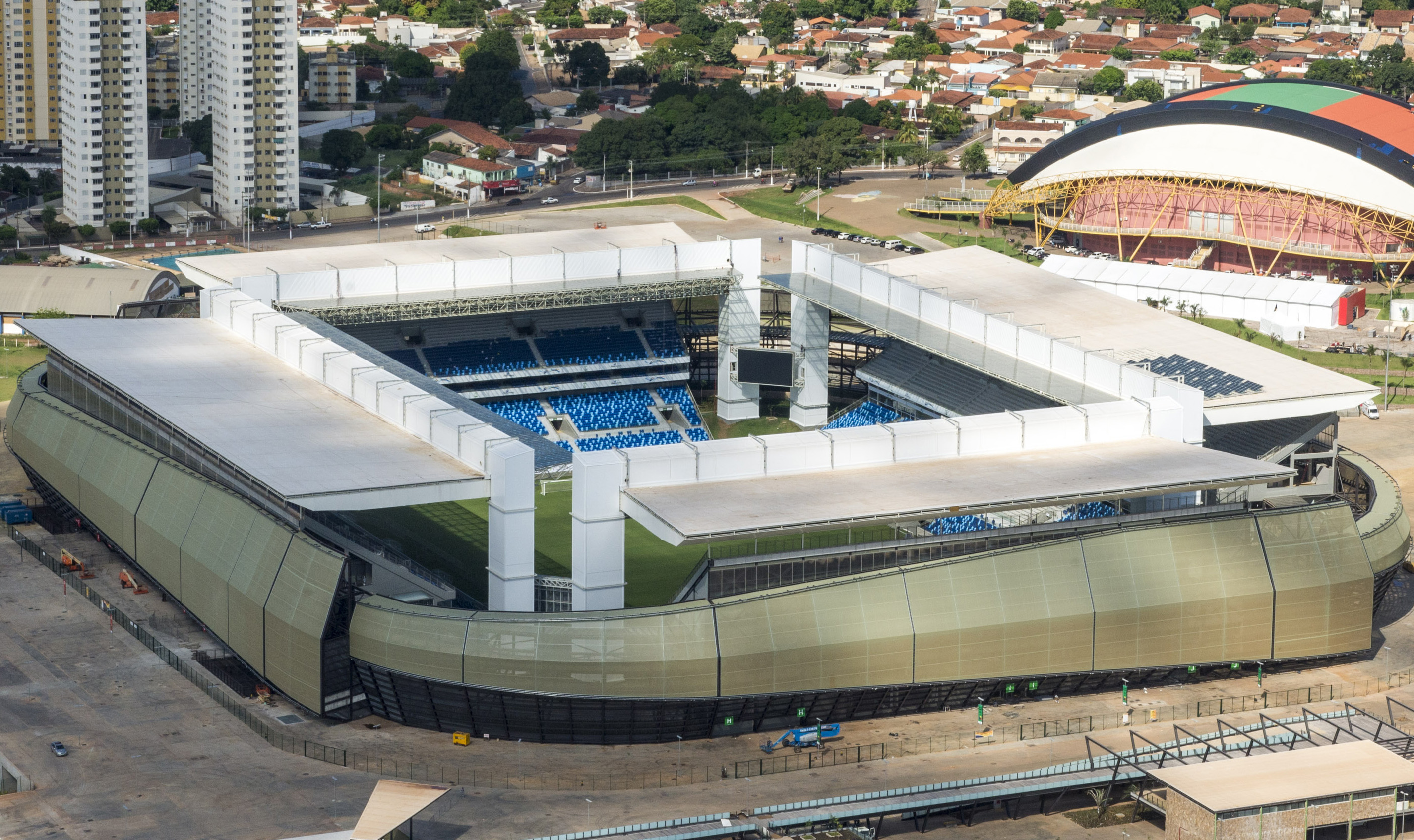
Arena Pantanal
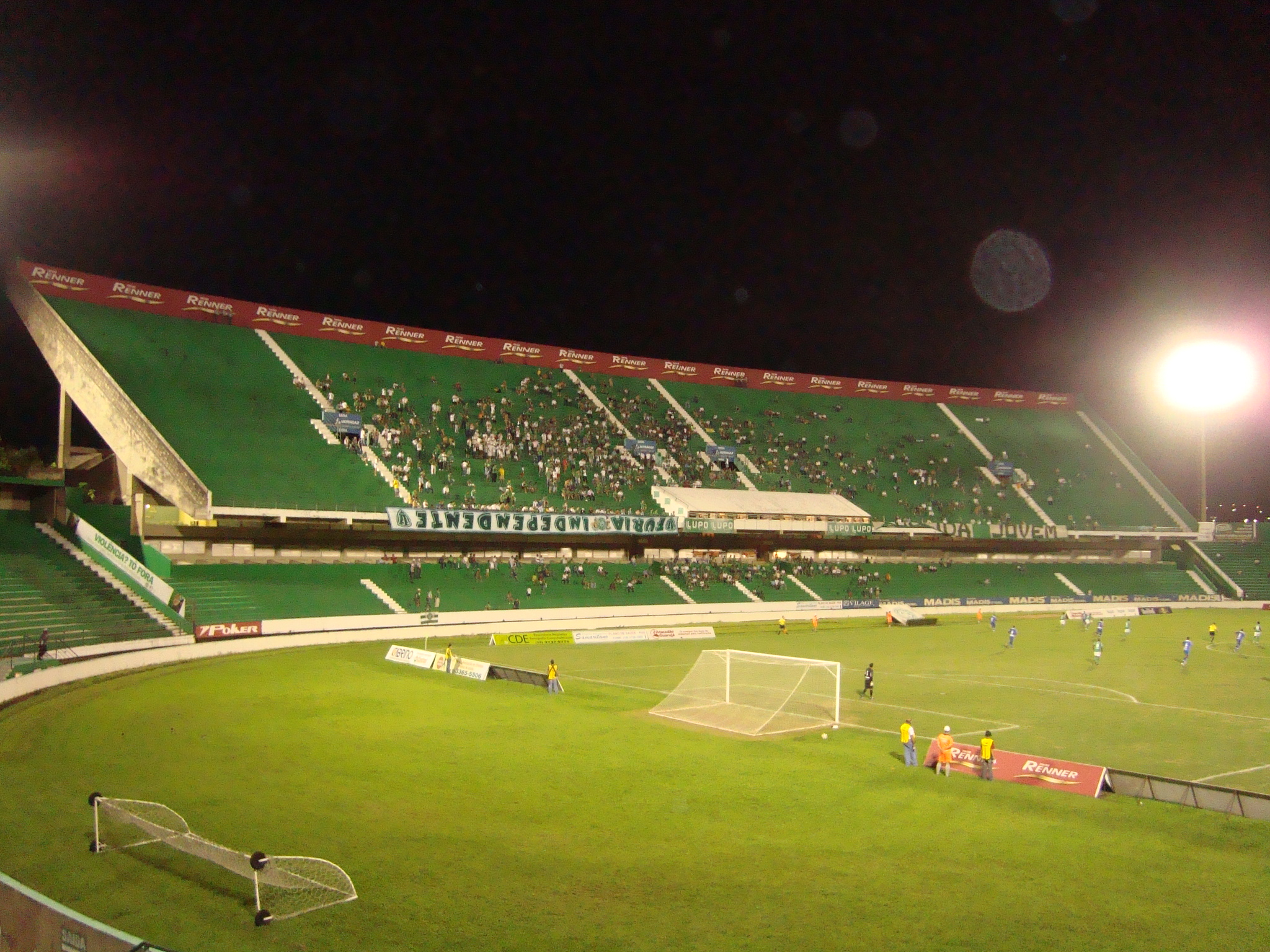
Brinco de Ouro
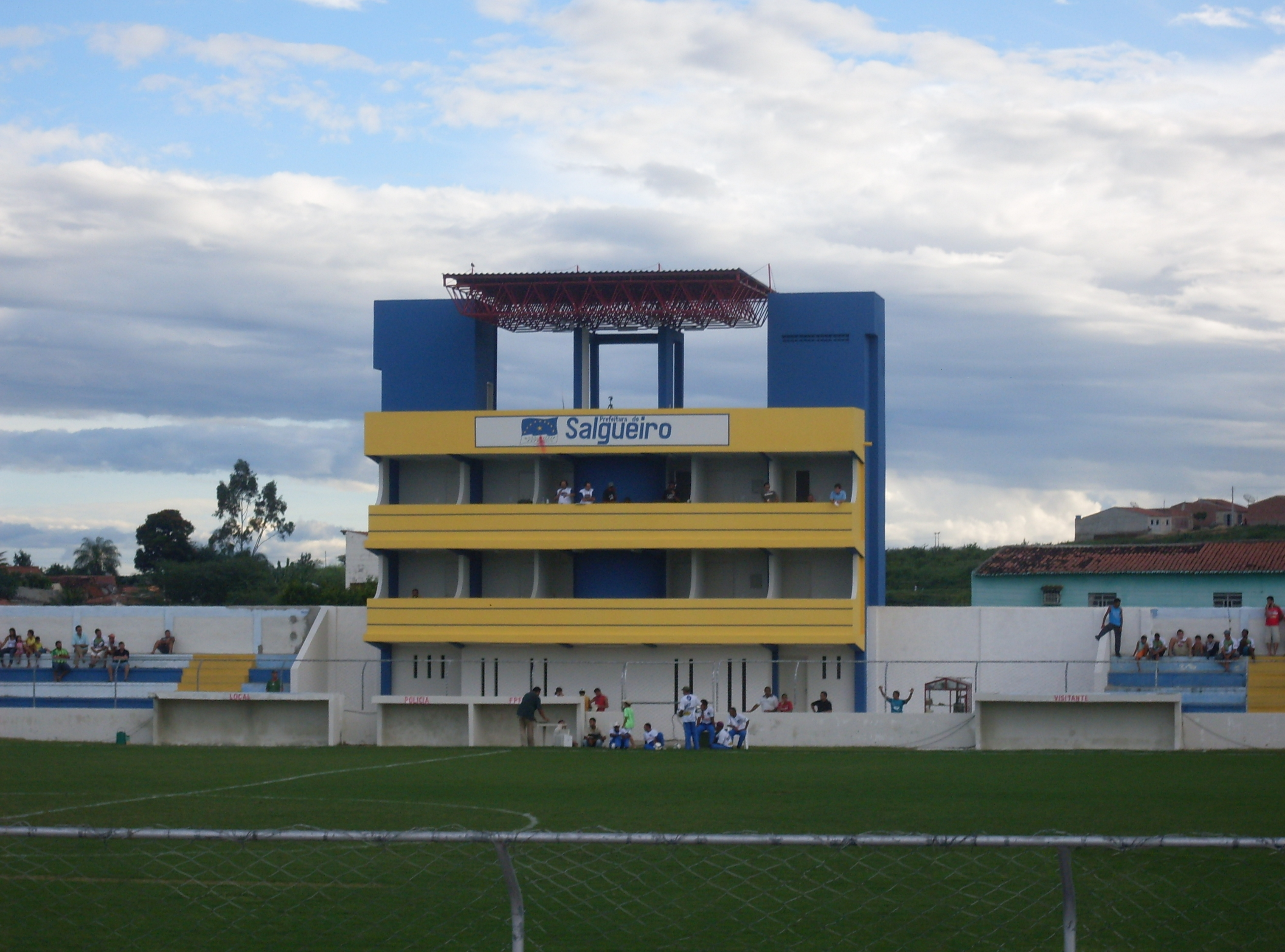
Cornélio de Barros
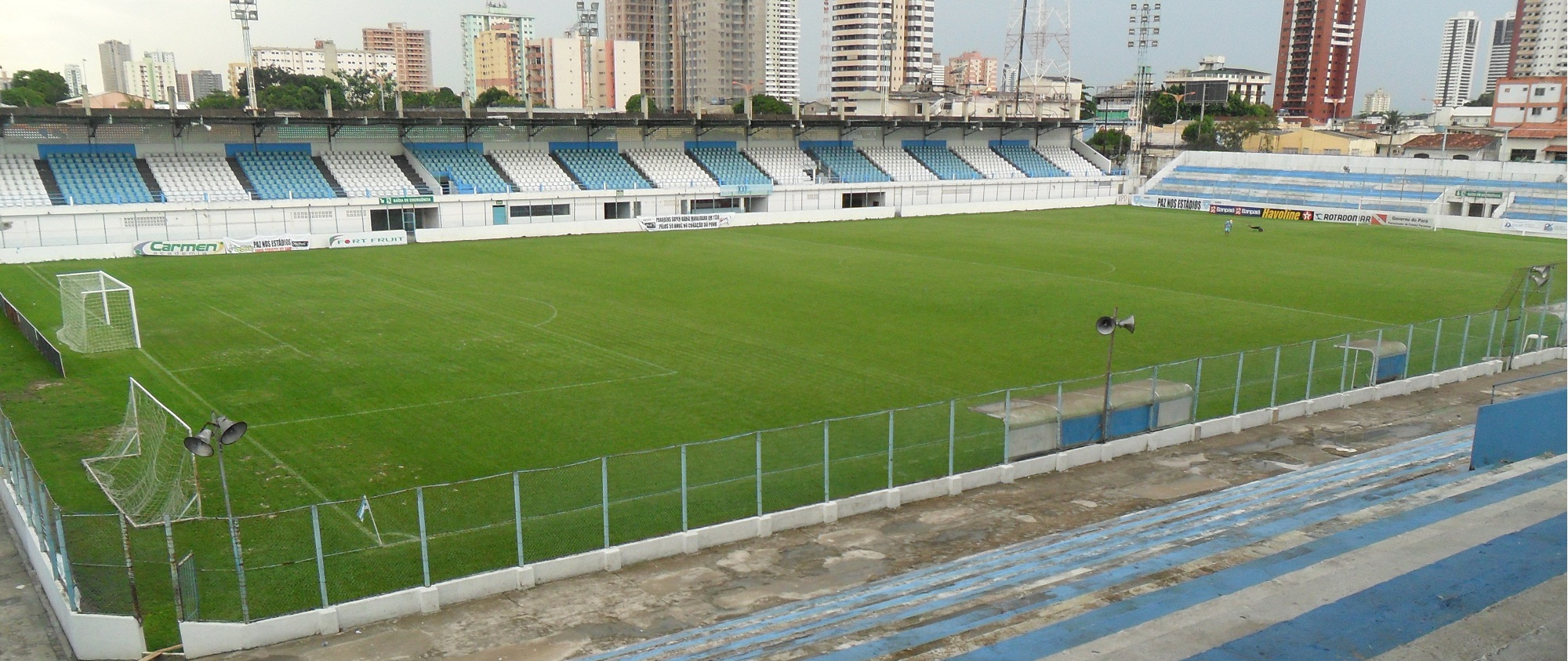
Curuzu
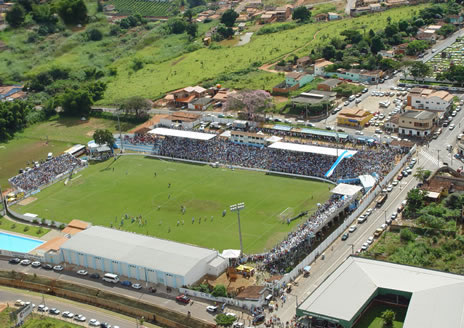
Genervino da Fonseca
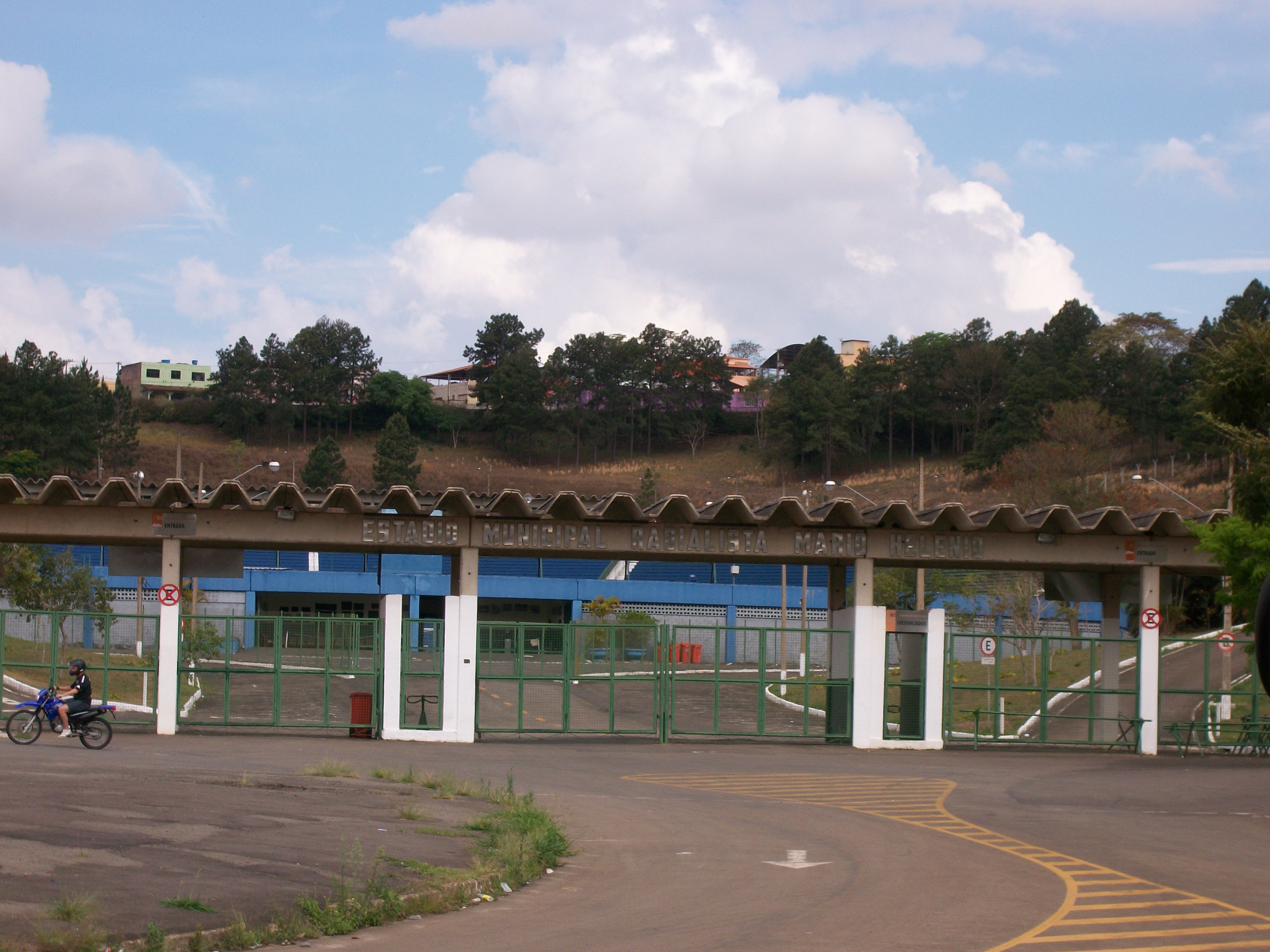
Mario Helênio
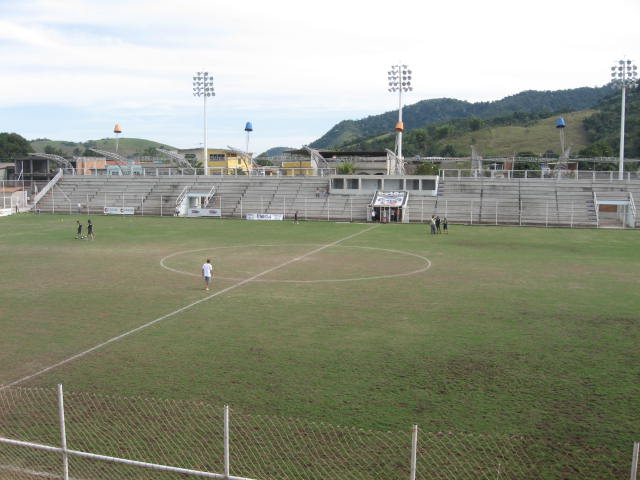
Marrentão
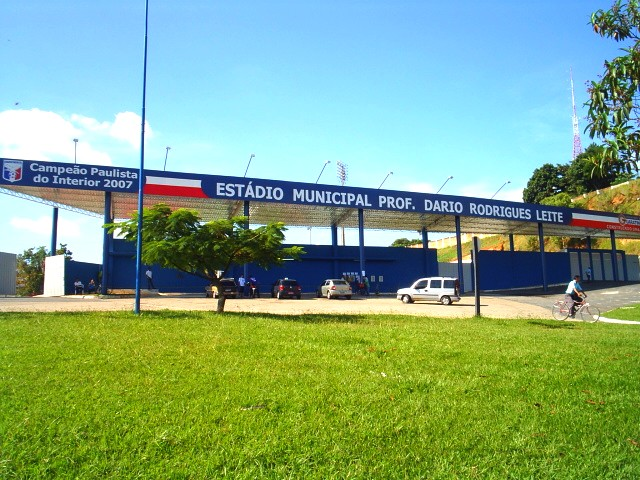
Ninho da Garça
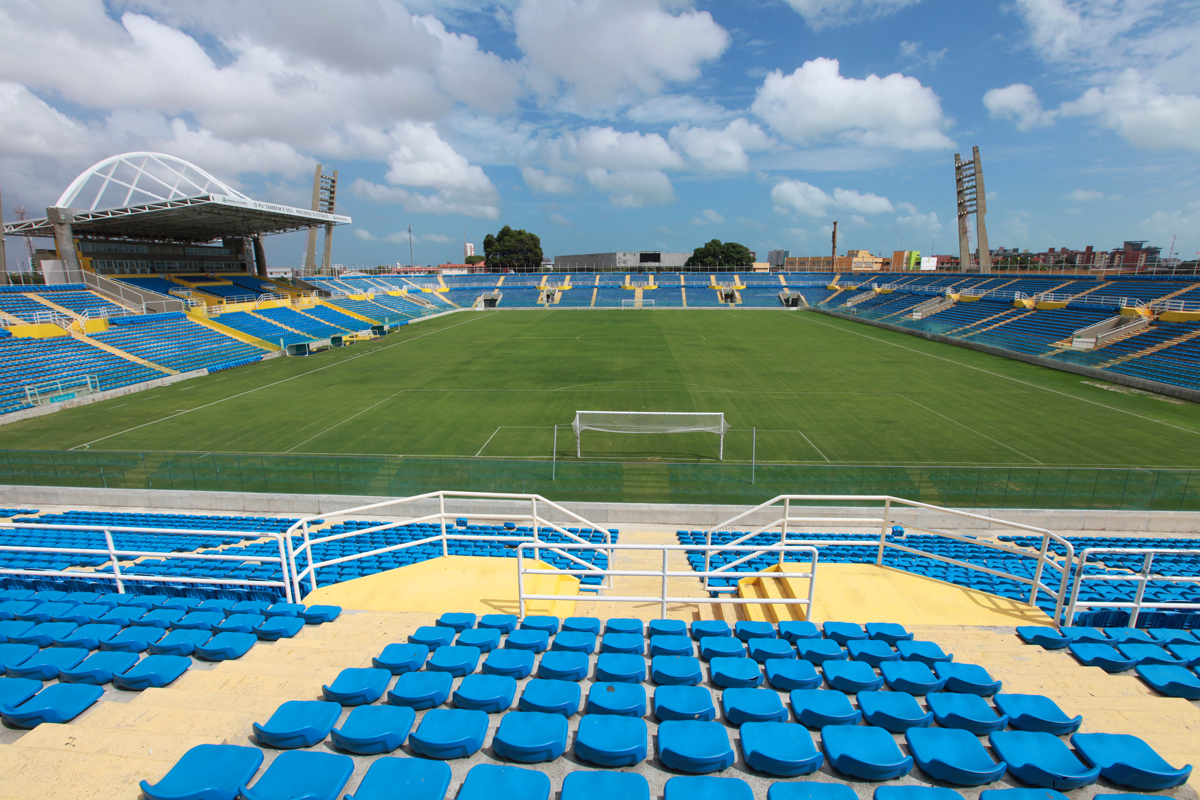
Presidente Vargas (CE)
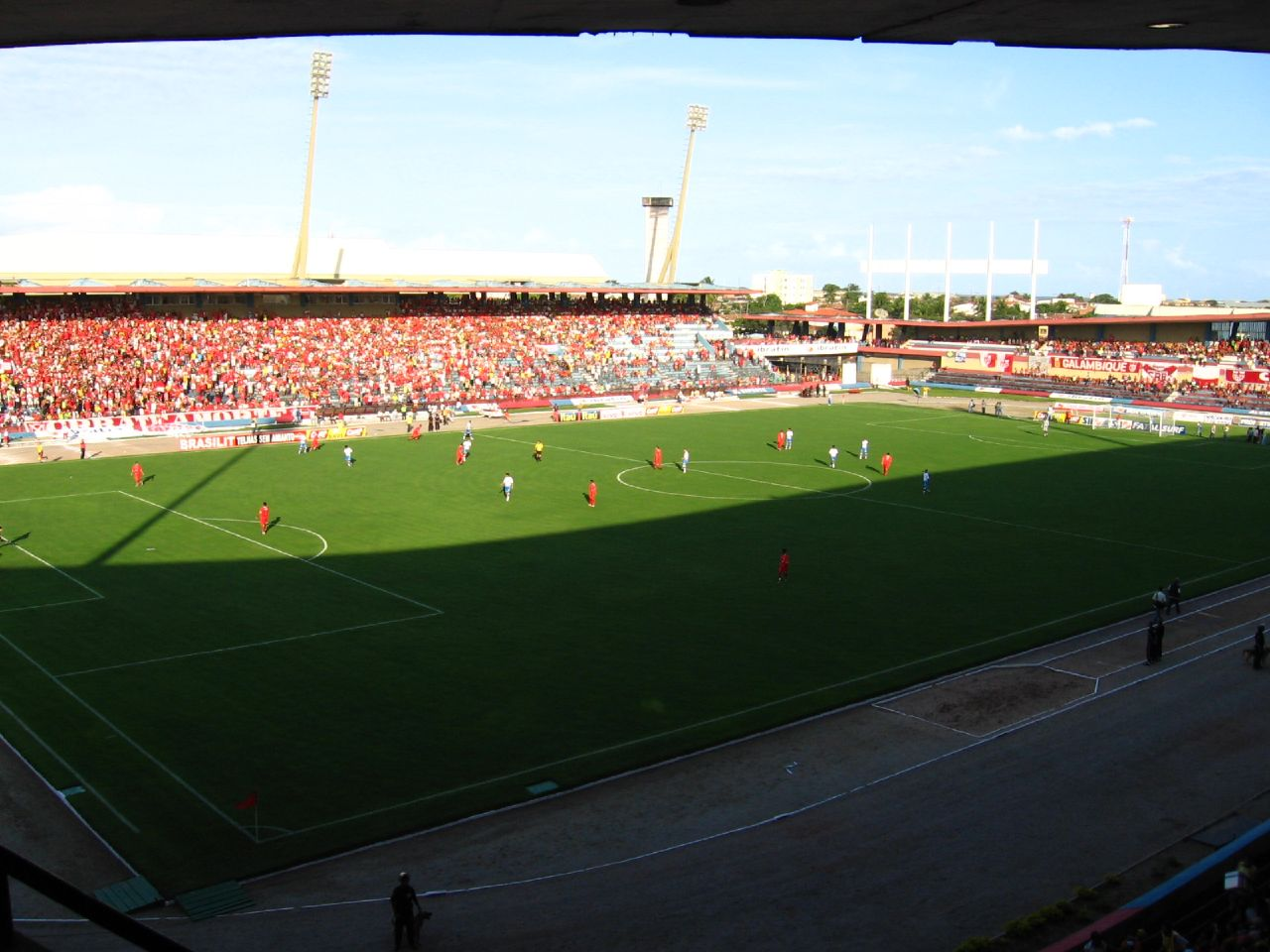
Rei Pelé
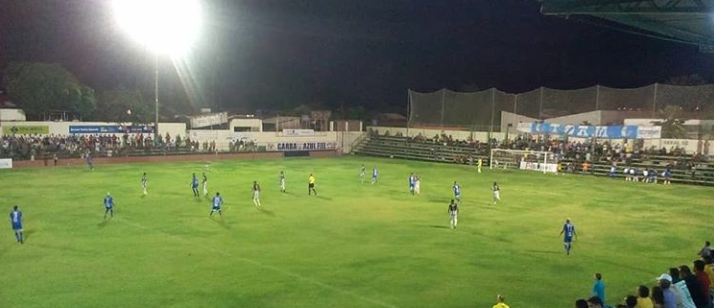
Zinho de Oliveira

### Outros estádios utilizados

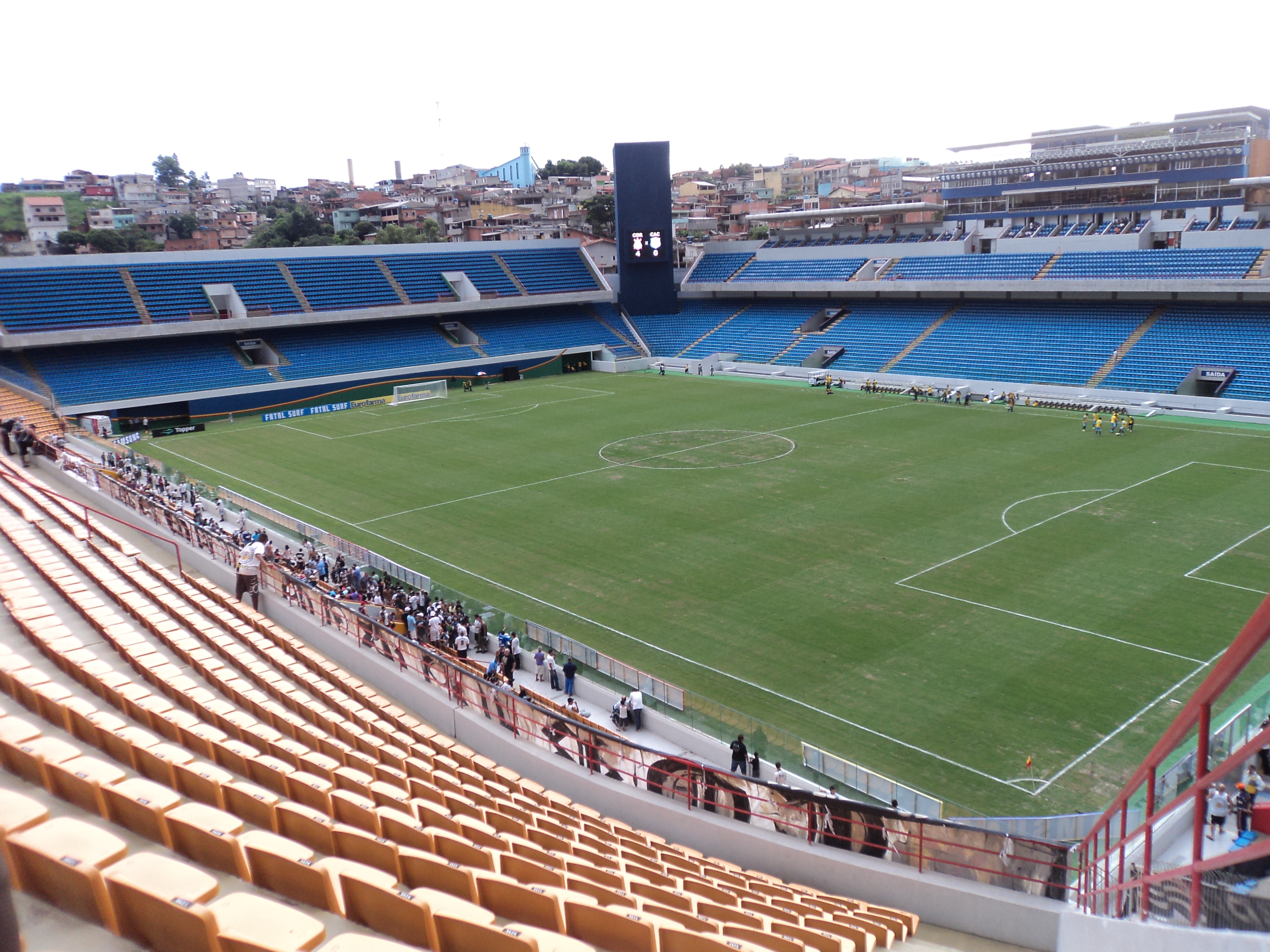
Arena Barueri (Barueri)
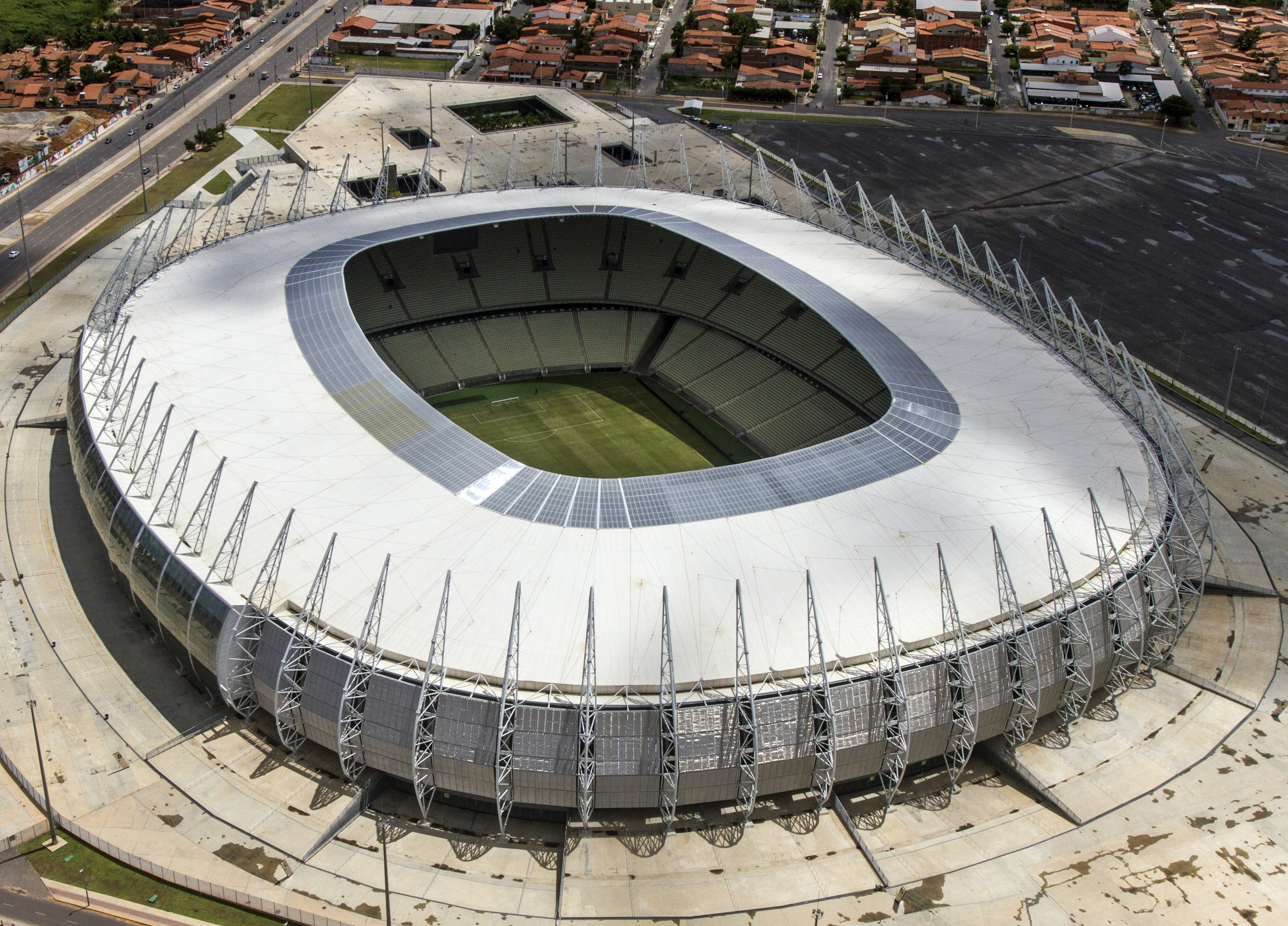
Castelão (Fortaleza)
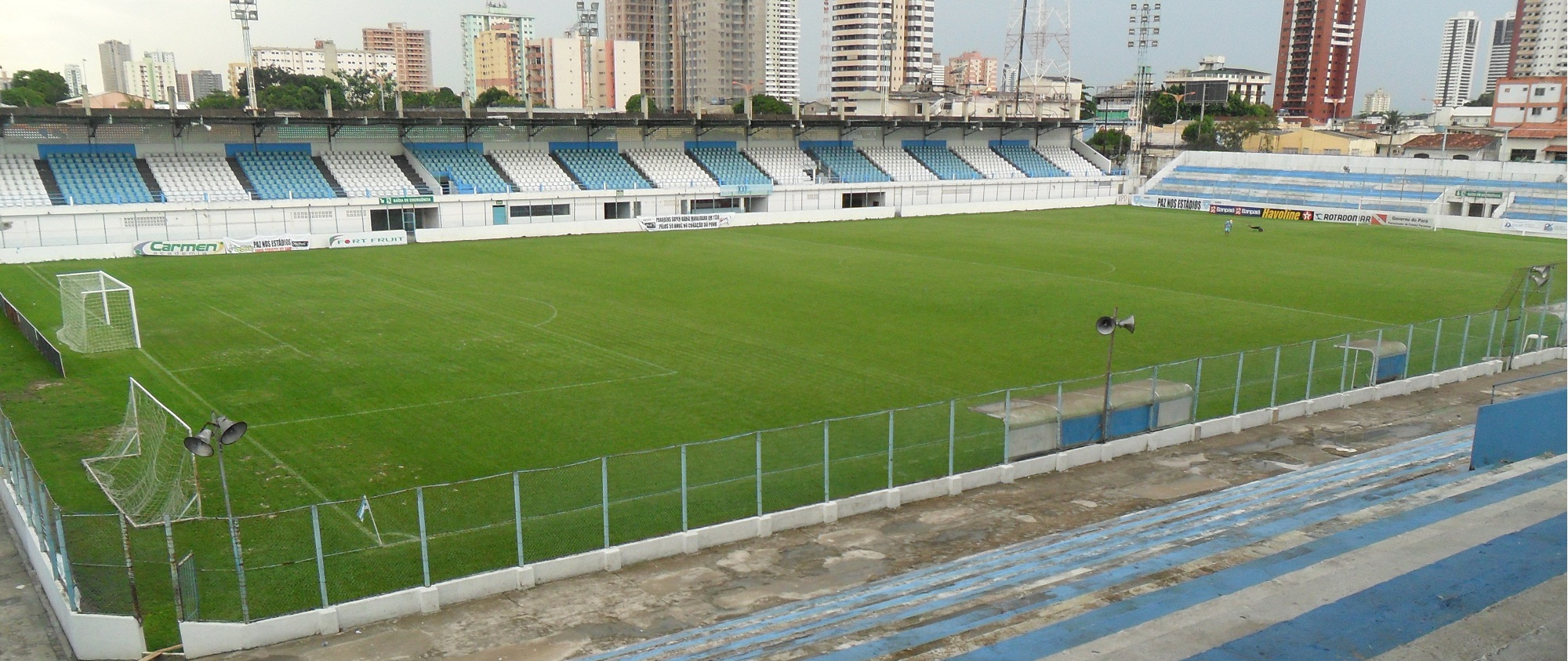
Curuzu (Belém)
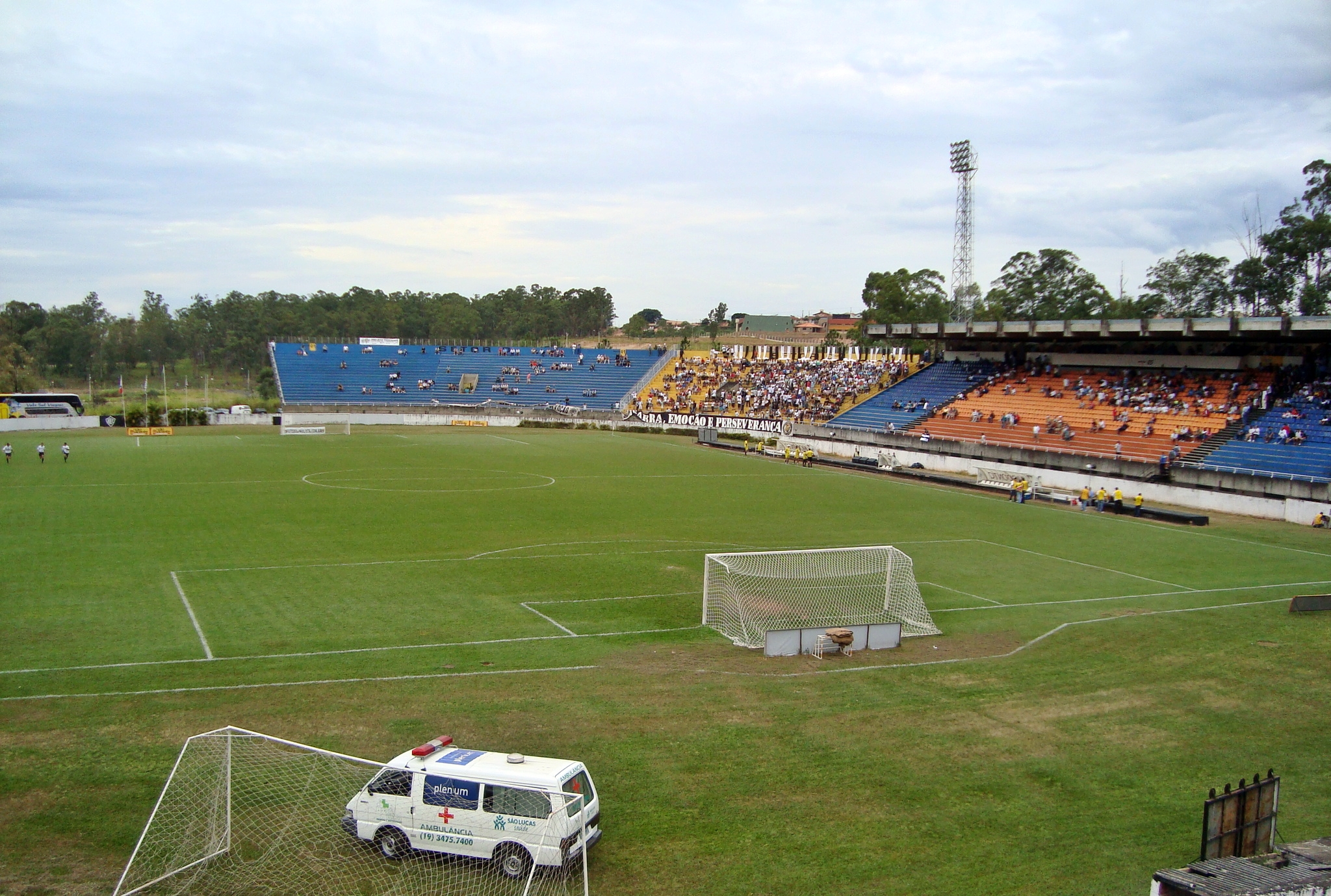
Décio Vitta (Americana)
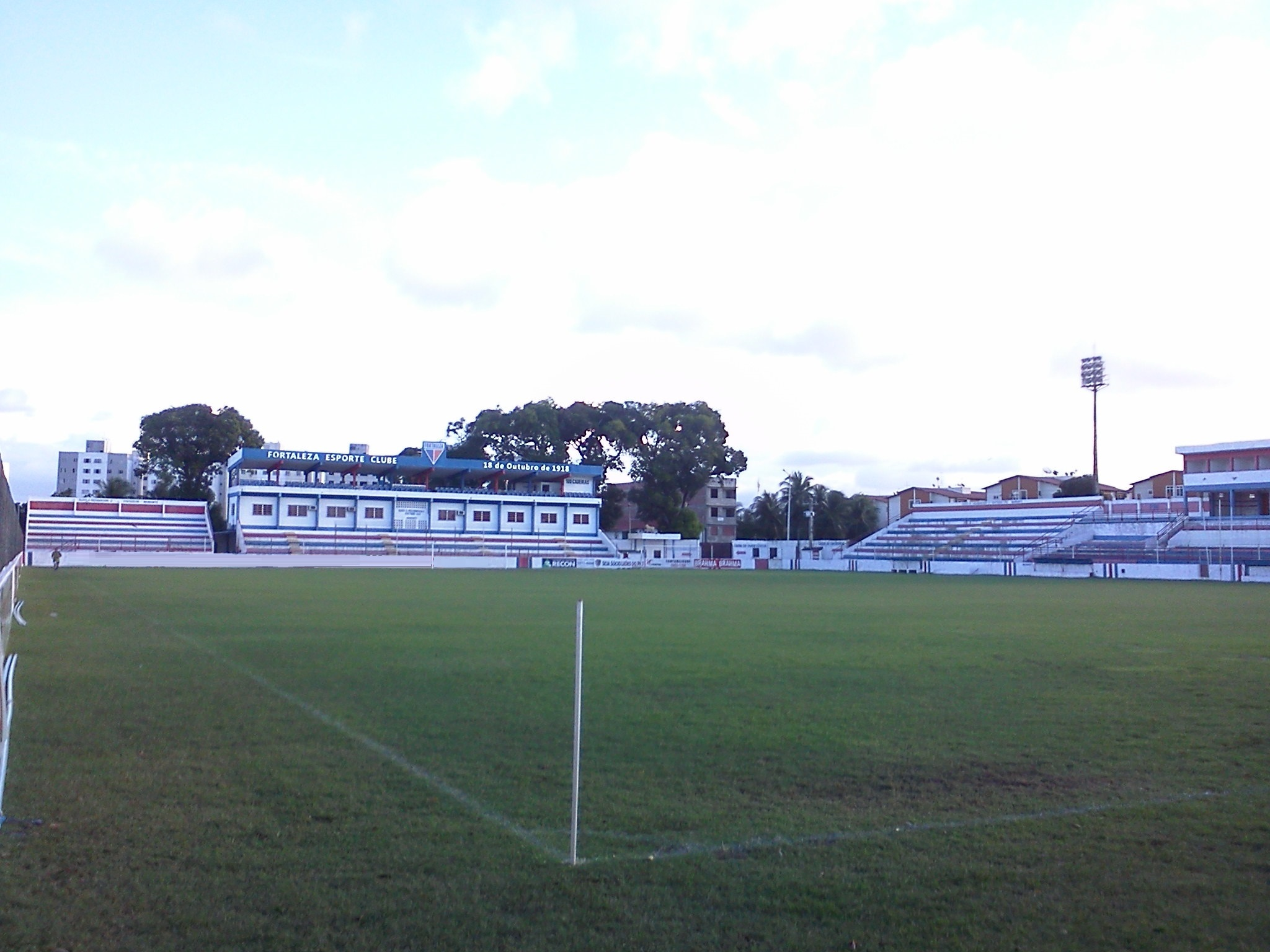
Parque dos Campeonatos (Fortaleza)

Além dos estádios: Modelão em Castanhal, Gerson Amaral em Coruripe, Nelsão em Maceió, PV em Campina Grande, Los Larios em Duque de Caxias, Soares de Azevedo em Muriaé, Nabi Abi Chedid em Bragança Paulista e o Passo das Emas em Lucas do Rio Verde.

## Questões judiciais

### Exclusão do Ipatinga
No dia 6 de março, o Superior Tribunal de Justiça Desportiva determinou a suspensão das tabelas das séries C e D até que os imbróglios jurídicos que interferiam na temporada anterior fossem resolvidos. Porém, nove dias depois, a Confederação Brasileira de Futebol confirmou mais uma vez a tabela, desta vez colocando a participação do Ipatinga "sub judice".
No dia 31 de março de 2014, o Tribunal de Justiça de Minas Gerais suspendeu a decisão que impedia a CBF de punir o Ipatinga e o clube mineiro foi rebaixado à Série D. Brasiliense (melhor colocado entre os rebaixados da Série C de 2013), Tiradentes-CE (5º colocado da Série D de 2013) e Metropolitano (time que fez a melhor campanha unicamente nas quartas de final da Série D de 2013) tentaram participar da competição no lugar do clube mineiro, mas, no dia 17 de abril, o STJD deferiu liminar a favor do CRAC e o time goiano ganhou a vaga na Série C por ter sido o melhor rebaixado no grupo do Betim em 2013.

## Primeira fase

### Grupo A
| Pos | Equipes         | Pts | J  | V | E | D | GP | GC | SG  | Classificação ou rebaixamento |
| --- | --------------- | --- | -- | - | - | - | -- | -- | --- | ----------------------------- |
| 1   | Fortaleza       | 35  | 18 | 9 | 8 | 1 | 23 | 11 | +12 | Classificados à próxima fase  |
| 2   | CRB             | 27  | 18 | 7 | 6 | 5 | 23 | 17 | +6  | Classificados à próxima fase  |
| 3   | Salgueiro       | 27  | 18 | 7 | 6 | 5 | 20 | 22 | –2  | Classificados à próxima fase  |
| 4   | Paysandu        | 26  | 18 | 7 | 5 | 6 | 21 | 17 | +4  | Classificados à próxima fase  |
| 5   | ASA             | 25  | 18 | 7 | 4 | 7 | 23 | 22 | +1  |                               |
| 6   | Botafogo-PB     | 25  | 18 | 6 | 7 | 5 | 20 | 19 | +1  |                               |
| 7   | Cuiabá          | 23  | 18 | 6 | 5 | 7 | 19 | 19 | 0   |                               |
| 8   | Águia de Marabá | 20  | 18 | 5 | 5 | 8 | 21 | 25 | –4  |                               |
| 9   | Treze           | 19  | 18 | 4 | 7 | 7 | 19 | 25 | –6  | Rebaixados à Série D de 2015  |
| 10  | CRAC            | 101 | 18 | 2 | 7 | 9 | 14 | 26 | –12 | Rebaixados à Série D de 2015  |

1O CRAC foi punido pelo STJD com a perda de três pontos por escalação de jogador irregular.

### Confrontos
|                 | AGM | ASA | BPB | CRAC | CRB | CUI | FOR | PAY | SAL | TRE |
| --------------- | --- | --- | --- | ---- | --- | --- | --- | --- | --- | --- |
| Águia de Marabá | —   | 4–1 | 2–1 | 2–1  | 0–2 | 2–1 | 0–2 | 1–1 | 3–0 | 2–2 |
| ASA             | 3–1 | —   | 1–1 | 1–0  | 0–1 | 1–0 | 1–3 | 1–0 | 3–3 | 3–0 |
| Botafogo-PB     | 2–0 | 1–2 | —   | 1–0  | 2–0 | 1–4 | 0–0 | 0–1 | 2–2 | 3–2 |
| CRAC            | 2–1 | 0–0 | 2–2 | —    | 1–2 | 0–2 | 0–0 | 0–3 | 1–3 | 0–0 |
| CRB             | 1–1 | 2–1 | 1–1 | 2–3  | —   | 3–0 | 3–0 | 0–0 | 2–2 | 3–0 |
| Cuiabá          | 1–1 | 0–2 | 0–1 | 3–1  | 1–0 | —   | 1–1 | 3–2 | 0–0 | 0–0 |
| Fortaleza       | 1–0 | 3–2 | 0–0 | 1–1  | 0–0 | 2–1 | —   | 0–0 | 2–0 | 4–0 |
| Paysandu        | 2–0 | 1–0 | 1–1 | 0–0  | 3–0 | 1–2 | 1–2 | —   | 1–0 | 3–2 |
| Salgueiro       | 1–0 | 1–0 | 1–0 | 2–2  | 1–0 | 0–0 | 0–1 | 2–1 | —   | 2–1 |
| Treze           | 1–1 | 1–1 | 0–1 | 1–0  | 1–1 | 1–0 | 1–1 | 3–0 | 3–0 | —   |

| Vitória do mandante Vitória do visitante Empate | Em vermelho os jogos da próxima rodada; Em negrito os jogos "clássicos". |

### Grupo B
| Pos | Equipes         | Pts | J  | V | E | D  | GP | GC | SG  | Classificação ou rebaixamento |
| --- | --------------- | --- | -- | - | - | -- | -- | -- | --- | ----------------------------- |
| 1   | Tupi            | 34  | 18 | 9 | 7 | 2  | 30 | 13 | +17 | Classificados à próxima fase  |
| 2   | Mogi Mirim      | 31  | 18 | 9 | 4 | 5  | 22 | 24 | –2  | Classificados à próxima fase  |
| 3   | Madureira       | 26  | 18 | 7 | 5 | 6  | 20 | 17 | +3  | Classificados à próxima fase  |
| 4   | Macaé           | 26  | 18 | 7 | 5 | 6  | 15 | 17 | –2  | Classificados à próxima fase  |
| 5   | Guaratinguetá   | 25  | 18 | 6 | 7 | 5  | 32 | 18 | +14 |                               |
| 6   | Juventude       | 25  | 18 | 6 | 7 | 5  | 16 | 14 | +2  |                               |
| 7   | Guarani         | 24  | 18 | 5 | 9 | 4  | 14 | 15 | –1  |                               |
| 8   | Caxias          | 22  | 18 | 5 | 7 | 6  | 17 | 20 | –3  |                               |
| 9   | São Caetano     | 21  | 18 | 6 | 3 | 9  | 13 | 19 | –6  | Rebaixados à Série D de 2015  |
| 10  | Duque de Caxias | 7   | 18 | 1 | 4 | 13 | 10 | 32 | –22 | Rebaixados à Série D de 2015  |

### Confrontos
|                 | CAX | DCA | GUA | GTA | JUV | MAC | MAD | MOG | SCA | TUP |
| --------------- | --- | --- | --- | --- | --- | --- | --- | --- | --- | --- |
| Caxias          | —   | 3–0 | 0–1 | 0–3 | 0–0 | 1–0 | 2–2 | 1–0 | 2–0 | 0–3 |
| Duque de Caxias | 1–1 | —   | 0–2 | 0–3 | 0–1 | 1–2 | 1–1 | 1–2 | 1–2 | 1–1 |
| Guarani         | 1–1 | 1–0 | —   | 1–5 | 1–0 | 1–0 | 1–1 | 3–3 | 0–1 | 1–1 |
| Guaratinguetá   | 2–2 | 1–1 | 0–0 | —   | 1–1 | 4–1 | 5–0 | 1–2 | 0–0 | 1–1 |
| Juventude       | 1–1 | 2–0 | 0–0 | 0–2 | —   | 0–0 | 0–2 | 4–0 | 1–0 | 1–0 |
| Macaé           | 1–0 | 1–0 | 1–0 | 1–1 | 2–2 | —   | 1–2 | 2–1 | 1–0 | 0–2 |
| Madureira       | 0–1 | 2–0 | 0–0 | 3–1 | 2–0 | 0–1 | —   | 3–0 | 1–0 | 0–1 |
| Mogi Mirim      | 1–1 | 3–1 | 0–0 | 1–0 | 1–0 | 1–0 | 1–1 | —   | 1–0 | 3–0 |
| São Caetano     | 2–0 | 0–1 | 1–0 | 3–2 | 1–2 | 0–0 | 1–0 | 1–2 | —   | 1–1 |
| Tupi            | 2–1 | 4–1 | 1–1 | 1–0 | 1–1 | 1–1 | 1–0 | 5–0 | 4–0 | —   |

| Vitória do mandante Vitória do visitante Empate | Em vermelho os jogos da próxima rodada; Em negrito os jogos "clássicos". |

### Desempenho por rodada
Clubes que lideraram o campeonato ao final de cada rodada:
|         | 1   | 2   | 3   | 4   | 5   | 6   | 7   | 8   | 9   | 10  | 11  | 12  | 13  | 14  | 15  | 16  | 17  | 18  |
| Grupo A | CUI | FOR | FOR | FOR | FOR | FOR | FOR | FOR | FOR | FOR | FOR | FOR | FOR | FOR | FOR | FOR | FOR | FOR |
| Grupo B | MAD | MOG | MOG | MOG | MOG | MOG | CAX | CAX | CAX | MOG | MOG | MOG | MOG | MOG | MOG | TUP | TUP | TUP |

Clubes que ficaram na última posição do campeonato ao final de cada rodada:
|         | 1   | 2   | 3   | 4   | 5   | 6   | 7   | 8   | 9   | 10  | 11  | 12  | 13  | 14   | 15   | 16   | 17   | 18   |
| Grupo A | AGM | SAL | SAL | CRB | CRB | AGM | AGM | AGM | AGM | AGM | AGM | AGM | AGM | CRAC | CRAC | CRAC | CRAC | CRAC |
| Grupo B | DCA | DCA | DCA | DCA | DCA | DCA | DCA | DCA | DCA | DCA | DCA | DCA | DCA | DCA  | DCA  | DCA  | DCA  | DCA  |

## Fase final
Em itálico, os times que possuem o mando de campo no primeiro jogo do confronto e em negrito os times classificados.
|  | Quartas-de-final   | Quartas-de-final   | Quartas-de-final   | Quartas-de-final   |   |          | Semifinais        | Semifinais        | Semifinais        | Semifinais        |  |            | Final               | Final               | Final               | Final               |  |  |
|  | 18 a 25 de outubro | 18 a 25 de outubro | 18 a 25 de outubro | 18 a 25 de outubro |   |          | 1 a 9 de novembro | 1 a 9 de novembro | 1 a 9 de novembro | 1 a 9 de novembro |  |            | 15 e 22 de novembro | 15 e 22 de novembro | 15 e 22 de novembro | 15 e 22 de novembro |  |  |
|  |                    |                    |                    |                    |   |          |                   |                   |                   |                   |  |            |                     |                     |                     |                     |  |  |
|  | Macaé* (gf)        | 0                  | 1                  | 1                  |   |          |                   |                   |                   |                   |  |            |                     |                     |                     |                     |  |  |
|  | Fortaleza          | 0                  | 1                  | 1                  |   |          |                   |                   |                   |                   |  |            |                     |                     |                     |                     |  |  |
|  | Fortaleza          | 0                  | 1                  | 1                  |   | Macaé    | 4                 | 0                 | 4                 |                   |  |            |                     |                     |                     |                     |  |  |
|  |                    |                    |                    |                    |   | Macaé    | 4                 | 0                 | 4                 |                   |  |            |                     |                     |                     |                     |  |  |
|  |                    | CRB                | 0                  | 0                  | 0 |          |                   |                   |                   |                   |  |            |                     |                     |                     |                     |  |  |
|  | Madureira          | CRB                | 0                  | 0                  | 0 | 1        | 0                 | 1                 |                   |                   |  |            |                     |                     |                     |                     |  |  |
|  | Madureira          |                    |                    |                    |   | 1        | 0                 | 1                 |                   |                   |  |            |                     |                     |                     |                     |  |  |
|  | CRB*               | 2                  | 2                  | 4                  |   |          |                   |                   |                   |                   |  |            |                     |                     |                     |                     |  |  |
|  | CRB*               | 2                  | 2                  | 4                  |   |          |                   |                   |                   |                   |  | Macaé (gf) | 1                   | 3                   | 4                   |                     |  |  |
|  |                    |                    |                    |                    |   |          |                   |                   |                   |                   |  | Macaé (gf) | 1                   | 3                   | 4                   |                     |  |  |
|  |                    | Paysandu           | 1                  | 3                  | 4 |          |                   |                   |                   |                   |  |            |                     |                     |                     |                     |  |  |
|  | Paysandu*          | Paysandu           | 1                  | 3                  | 4 | 2        | 1                 | 3                 |                   |                   |  |            |                     |                     |                     |                     |  |  |
|  | Paysandu*          |                    |                    |                    |   | 2        | 1                 | 3                 |                   |                   |  |            |                     |                     |                     |                     |  |  |
|  | Tupi               | 1                  | 0                  | 1                  |   |          |                   |                   |                   |                   |  |            |                     |                     |                     |                     |  |  |
|  | Tupi               | 1                  | 0                  | 1                  |   | Paysandu | 4                 | 1                 | 5                 |                   |  |            |                     |                     |                     |                     |  |  |
|  |                    |                    |                    |                    |   | Paysandu | 4                 | 1                 | 5                 |                   |  |            |                     |                     |                     |                     |  |  |
|  |                    | Mogi Mirim         | 1                  | 2                  | 3 |          |                   |                   |                   |                   |  |            |                     |                     |                     |                     |  |  |
|  | Salgueiro          | Mogi Mirim         | 1                  | 2                  | 3 | 0        | 0                 | 0                 |                   |                   |  |            |                     |                     |                     |                     |  |  |
|  | Salgueiro          |                    |                    |                    |   | 0        | 0                 | 0                 |                   |                   |  |            |                     |                     |                     |                     |  |  |
|  | Mogi Mirim*        | 1                  | 0                  | 1                  |   |          |                   |                   |                   |                   |  |            |                     |                     |                     |                     |  |  |

*Classificados à Série B de 2015.

## Artilharia
| Gols | Jogador           | Time            |
| ---- | ----------------- | --------------- |
| 12   | Ytalo             | Guaratinguetá   |
| 10   | Wanderson         | ASA             |
| 9    | Robert            | Fortaleza       |
| 8    | Aleílson          | Águia de Marabá |
| 8    | João Carlos       | Macaé           |
| 8    | Rafael Nascimento | Treze           |
| 7    | Magrão            | CRB             |
| 6    | Bruno Veiga       | Paysandu        |
| 6    | Chico             | Tupi            |
| 6    | Ruan              | Paysandu        |

## Premiação
| Campeonato Brasileiro 2014 Série C              |
| Rio de Janeiro                                  |
| ----------------------------------------------- |
| Macaé Esporte Futebol Clube Campeão (1º título) |

## Maiores públicos
Esses são os dez maiores públicos do Campeonato: 
| Nº | Público[PP] | Mandante  | Placar | Visitante   | Estádio        | Data           | Rodada    | Ref.          |
| -- | ----------- | --------- | ------ | ----------- | -------------- | -------------- | --------- | ------------- |
| 1  | 62 525      | Fortaleza | 1–1    | Macaé       | Arena Castelão | 25 de outubro  | Quartas   | [ 24 ] [ 25 ] |
| 2  | 35 050      | Paysandu  | 3–3    | Macaé       | Mangueirão     | 22 de novembro | Final     | [ 26 ]        |
| 3  | 27 879      | Paysandu  | 2–1    | Tupi        | Mangueirão     | 18 de outubro  | Quartas   | [ 27 ] [ 28 ] |
| 4  | 21 545      | Fortaleza | 0–0    | Paysandu    | Arena Castelão | 14 de setembro | 15ª       | [ 29 ] [ 30 ] |
| 5  | 19 958      | Fortaleza | 0–0    | Botafogo-PB | Arena Castelão | 26 de julho    | 8ª        | [ 31 ] [ 32 ] |
| 6  | 17 612      | Fortaleza | 2–0    | Salgueiro   | Arena Castelão | 9 de agosto    | 10ª       | [ 33 ] [ 34 ] |
| 7  | 17 092      | Paysandu  | 4–1    | Mogi Mirim  | Mangueirão     | 1 de novembro  | Semifinal | [ 35 ] [ 36 ] |
| 8  | 16 712      | Paysandu  | 1–2    | Fortaleza   | Mangueirão     | 31 de maio     | 6ª        | [ 37 ] [ 38 ] |
| 9  | 16 000      | CRB       | 2–0    | Madureira   | Rei Pelé       | 25 de outubro  | Quartas   | [ 39 ]        |
| 10 | 15 193      | Tupi      | 0–1    | Paysandu    | Mario Helênio  | 25 de outubro  | Quartas   | [ 40 ]        |

- PP. ^ Considera-se apenas o público pagante

## Menores públicos
Esses são os dez menores públicos do Campeonato:[PF]
| Nº | Público[PP] | Mandante        | Placar | Visitante   | Estádio              | Data           | Rodada | Ref.          |
| -- | ----------- | --------------- | ------ | ----------- | -------------------- | -------------- | ------ | ------------- |
| 1  | 19          | Cuiabá          | 0–0    | Salgueiro   | Passo das Emas       | 25 de maio     | 5ª     | [ 41 ]        |
| 2  | 50          | Cuiabá          | 3–1    | CRAC        | Passo das Emas       | 27 de abril    | 1ª     | [ 42 ]        |
| 3  | 55          | Cuiabá          | 0–0    | Treze       | Passo das Emas       | 11 de maio     | 3ª     | [ 43 ]        |
| 4  | 70          | Duque de Caxias | 1–2    | São Caetano | Marrentão            | 4 de outubro   | 18ª    | [ 44 ] [ 45 ] |
| 5  | 78          | Guaratinguetá   | 5–0    | Madureira   | Arena Barueri        | 4 de outubro   | 18ª    | [ 46 ]        |
| 6  | 105         | Madureira       | 0–1    | Macaé       | Conselheiro Galvão   | 17 de maio     | 4ª     | [ 47 ]        |
| 7  | 111         | CRAC            | 0–3    | Paysandu    | Genervino da Fonseca | 4 de outubro   | 18ª    | [ 48 ] [ 49 ] |
| 8  | 122         | Madureira       | 0–1    | Caxias      | Conselheiro Galvão   | 19 de julho    | 7ª     | [ 50 ]        |
| 9  | 131         | Guaratinguetá   | 1–1    | Juventude   | Arena Barueri        | 20 de setembro | 16ª    | [ 51 ]        |
| 10 | 132         | CRB             | 0–0    | Paysandu    | Gerson Amaral        | 3 de maio      | 2ª     | [ 52 ]        |

- PP. ^ Considera-se apenas o público pagante
- PF. ^ Os jogos do Fortaleza, do Guarani, do Macaé e do Paysandu com portões fechados não são considerados

## Médias de público
Estas são as médias de público dos clubes no Campeonato. Considera-se apenas os jogos da equipe como mandante e o público pagante:
| 1. Fortaleza – 18 812 2. Paysandu – 15 856 3. Salgueiro – 7 811 4. Botafogo-PB – 5 964 5. CRB – 5 648 6. Cuiabá – 4 824 7. Tupi – 2 900 8. ASA – 2 778 9. Juventude – 2 297 10. Caxias – 1 923 | 1. Mogi Mirim – 1 723 2. Treze – 1 705 3. Guarani – 1 614 4. CRAC – 1 478 5. Macaé – 1 388 6. Águia de Marabá – 724 7. Guaratinguetá – 609 8. Madureira – 426 9. São Caetano – 369 10. Duque de Caxias – 197 |

## Mudança de técnicos
| Clube        | Antecessor         | Motivo                     | Data           | Última partida                  | Rod. | Pos.        | Sucessor                  | Ref.          |
| ------------ | ------------------ | -------------------------- | -------------- | ------------------------------- | ---- | ----------- | ------------------------- | ------------- |
| Treze        | Leandro Sena       | Demitido                   | 5 de maio      | Treze 1–1 ASA                   | 2ª   | 8° (Gr. A)  | Givanildo Oliveira        | [ 54 ]        |
| CRAC         | Zé Roberto         | Resignado                  | 6 de maio      | CRAC 2–2 Botafogo-PB            | 2ª   | 9° (Gr. A)  | Moisés Egert[a1]          | [ 55 ] [ 56 ] |
| D. de Caxias | Eduardo Allax      | Resignado                  | 13 de maio     | D. de Caxias 0–1 Juventude      | 3ª   | 10° (Gr. B) | Bruno Quadros[a2]         | [ 57 ] [ 58 ] |
| CRB          | Eduardo Souza      | Demitido                   | 18 de maio     | Botafogo-PB 2–0 CRB             | 4ª   | 9° (Gr. A)  | Ademir Fonseca            | [ 59 ]        |
| Águia-PA     | Darío Pereyra      | Demitido                   | 30 de maio     | ASA 3–1 Águia de Marabá         | 5ª   | 9° (Gr. A)  | Everton Goiano[a3]        | [ 60 ] [ 61 ] |
| Mogi Mirim   | Márcio Goiano      | Demitido                   | 1 de junho     | Caxias 1–0 Mogi Mirim           | 6ª   | 1° (Gr. B)  | Claudinho Batista         | [ 62 ] [ 63 ] |
| São Caetano  | Vílson Taddei      | Demitido                   | 2 de junho     | São Caetano 1–2 Juventude       | 6ª   | 9° (Gr. B)  | Paulo Roberto             | [ 64 ] [ 65 ] |
| Paysandu     | Mazola Júnior      | Resignado                  | 11 de junho    | Remo 0–2 Paysandu[a4]           | 6ª   | 5° (Gr. A)  | Vica                      | [ 66 ] [ 67 ] |
| Juventude    | Roger Machado      | Demitido                   | 28 de julho    | Juventude 0–2 Madureira         | 8ª   | 6° (Gr. B)  | Picoli                    | [ 68 ] [ 69 ] |
| ASA          | Beto Almeida       | Demitido                   | 4 de agosto    | ASA 1–3 Fortaleza               | 9ª   | 7° (Gr. A)  | Francisco Diá             | [ 70 ] [ 71 ] |
| Paysandu     | Vica               | Demitido                   | 11 de agosto   | Águia de Marabá 1–1 Paysandu    | 10ª  | 7° (Gr. A)  | Mazola Júnior             | [ 72 ] [ 73 ] |
| ASA          | Francisco Diá      | Demitido                   | 13 de agosto   | CRB 2–1 ASA                     | 10ª  | 8° (Gr. A)  | Vica                      | [ 74 ] [ 75 ] |
| Águia-PA     | Everton Goiano     | Resignado                  | 19 de agosto   | Salgueiro 1–0 Águia de Marabá   | 11ª  | 10° (Gr. A) | João Galvão               | [ 76 ]        |
| Guarani      | Evaristo Piza      | Demitido                   | 24 de agosto   | Macaé 1–0 Guarani               | 12ª  | 9° (Gr. B)  | Vágner Benazzi            | [ 77 ] [ 78 ] |
| CRAC         | Moisés Egert       | Resignado                  | 25 de agosto   | CRAC 1–2 CRB                    | 12ª  | 9° (Gr. A)  | Dênis Silva (interino)    | [ 79 ]        |
| D. de Caxias | Bruno Quadros      | Resignado                  | 28 de agosto   | Juventude 2–0 Duque de Caxias   | 12ª  | 10° (Gr. B) | Fahel Júnior              | [ 80 ] [ 81 ] |
| Macaé        | Junior Lopes       | Demitido                   | 31 de agosto   | Macaé 1–2 Madureira             | 13ª  | 6° (Gr. B)  | Josué Teixeira            | [ 82 ] [ 83 ] |
| Caxias       | Beto Campos        | Demitido                   | 1 de setembro  | Caxias 0–3 Tupi                 | 13ª  | 5° (Gr. B)  | Itamar Schülle            | [ 84 ] [ 85 ] |
| Cuiabá       | Luciano Dias       | Demitido                   | 14 de setembro | Cuiabá 0–1 Botafogo-PB          | 15ª  | 6° (Gr. A)  | Márcio Goiano             | [ 86 ] [ 87 ] |
| Guarani      | Vágner Benazzi     | Contratado pela Portuguesa | 15 de setembro | Guarani 1–0 Duque de Caxias     | 15ª  | 7° (Gr. B)  | Marcelo Veiga             | [ 88 ] [ 89 ] |
| Treze        | Givanildo Oliveira | Demitido                   | 17 de setembro | Treze 1–1 CRB                   | 15ª  | 8° (Gr. A)  | Everton Goiano            | [ 90 ] [ 91 ] |
| São Caetano  | Paulo Roberto      | Resignado                  | 17 de setembro | Juventude 1–0 São Caetano       | 15ª  | 9° (Gr. B)  | Márcio Griggio (interino) | [ 92 ]        |
| D. de Caxias | Fahel Júnior       | Resignado                  | 24 de setembro | Bonsucesso 2–0 D. de Caxias[a5] | 16ª  | 10° (Gr. B) | Moura Ribeiro (interino)  | [ 93 ]        |

Notas
- A1. ^  Dênis Silva dirigiu o time interinamente na 3ª rodada.[94]
- A2. ^  Moura Ribeiro dirigiu o time interinamente da 4ª a 6ª rodada.[95]
- A3. ^  João Galvão dirigiu o time interinamente na 6ª rodada.[60]
- A4. ^  Partida válida pelo Campeonato Paraense.
- A5. ^  Partida válida pela Copa Rio.

## Classificação geral
A classificação geral leva em conta a colocação dos clubes em cada uma das fases, a partir da fase final, e não a pontuação total.
| Pos | Times           | Pts | J  | V  | E  | D  | GP | GC | SG  | Classificação ou rebaixamento                            |
| --- | --------------- | --- | -- | -- | -- | -- | -- | -- | --- | -------------------------------------------------------- |
| 1   | Macaé           | 34  | 24 | 8  | 10 | 6  | 24 | 22 | +2  | Promovidos à Série B em 2015 e finalistas                |
| 2   | Paysandu        | 37  | 24 | 10 | 7  | 7  | 33 | 25 | +8  | Promovidos à Série B em 2015 e finalistas                |
| 3   | Mogi Mirim      | 38  | 22 | 11 | 5  | 6  | 26 | 29 | –3  | Promovidos à Série B em 2015 e eliminados nas semifinais |
| 4   | CRB             | 34  | 22 | 10 | 6  | 6  | 27 | 22 | +5  | Promovidos à Série B em 2015 e eliminados nas semifinais |
| 5   | Fortaleza       | 37  | 20 | 9  | 10 | 1  | 24 | 12 | +12 | Eliminados nas quartas de final                          |
| 6   | Tupi            | 34  | 20 | 9  | 7  | 4  | 31 | 16 | +15 | Eliminados nas quartas de final                          |
| 7   | Salgueiro       | 28  | 20 | 7  | 7  | 6  | 20 | 23 | –3  | Eliminados nas quartas de final                          |
| 8   | Madureira       | 26  | 20 | 7  | 5  | 8  | 21 | 21 | 0   | Eliminados nas quartas de final                          |
| 9   | ASA             | 25  | 18 | 7  | 4  | 7  | 23 | 22 | +1  | Eliminados na primeira fase                              |
| 10  | Guaratinguetá   | 25  | 18 | 6  | 7  | 5  | 32 | 18 | +14 | Eliminados na primeira fase                              |
| 11  | Juventude       | 25  | 18 | 6  | 7  | 5  | 16 | 14 | +2  | Eliminados na primeira fase                              |
| 12  | Botafogo-PB     | 25  | 18 | 6  | 7  | 5  | 20 | 19 | +1  | Eliminados na primeira fase                              |
| 13  | Guarani         | 24  | 18 | 5  | 9  | 4  | 14 | 15 | –1  | Eliminados na primeira fase                              |
| 14  | Cuiabá          | 23  | 18 | 6  | 5  | 7  | 19 | 19 | 0   | Eliminados na primeira fase                              |
| 15  | Caxias          | 22  | 18 | 5  | 7  | 6  | 17 | 20 | –3  | Eliminados na primeira fase                              |
| 16  | Águia de Marabá | 20  | 18 | 5  | 5  | 8  | 21 | 25 | –4  | Eliminados na primeira fase                              |
| 17  | São Caetano     | 21  | 18 | 6  | 3  | 9  | 13 | 19 | –6  | Rebaixados à Série D de 2015                             |
| 18  | Treze           | 19  | 18 | 4  | 7  | 7  | 19 | 25 | –6  | Rebaixados à Série D de 2015                             |
| 19  | CRAC            | 101 | 18 | 2  | 7  | 9  | 14 | 26 | –12 | Rebaixados à Série D de 2015                             |
| 20  | Duque de Caxias | 7   | 18 | 1  | 4  | 13 | 10 | 32 | –22 | Rebaixados à Série D de 2015                             |

1O CRAC foi punido pelo STJD com a perda de três pontos por escalação de jogador irregular.